# Defoe Shipbuilding Company

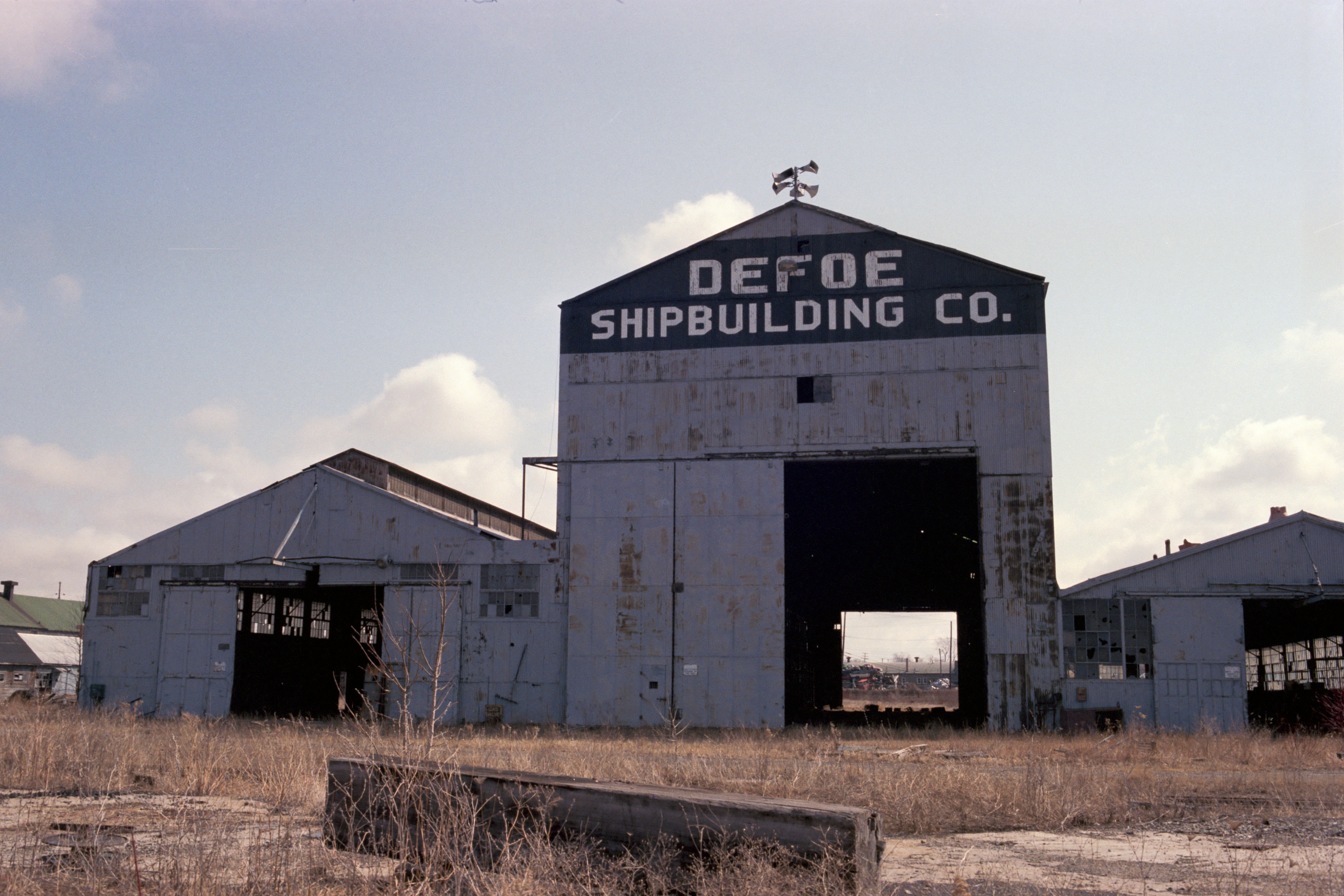
Entrepôts abandonnés de la Defoe Shipbuilding en 1981.

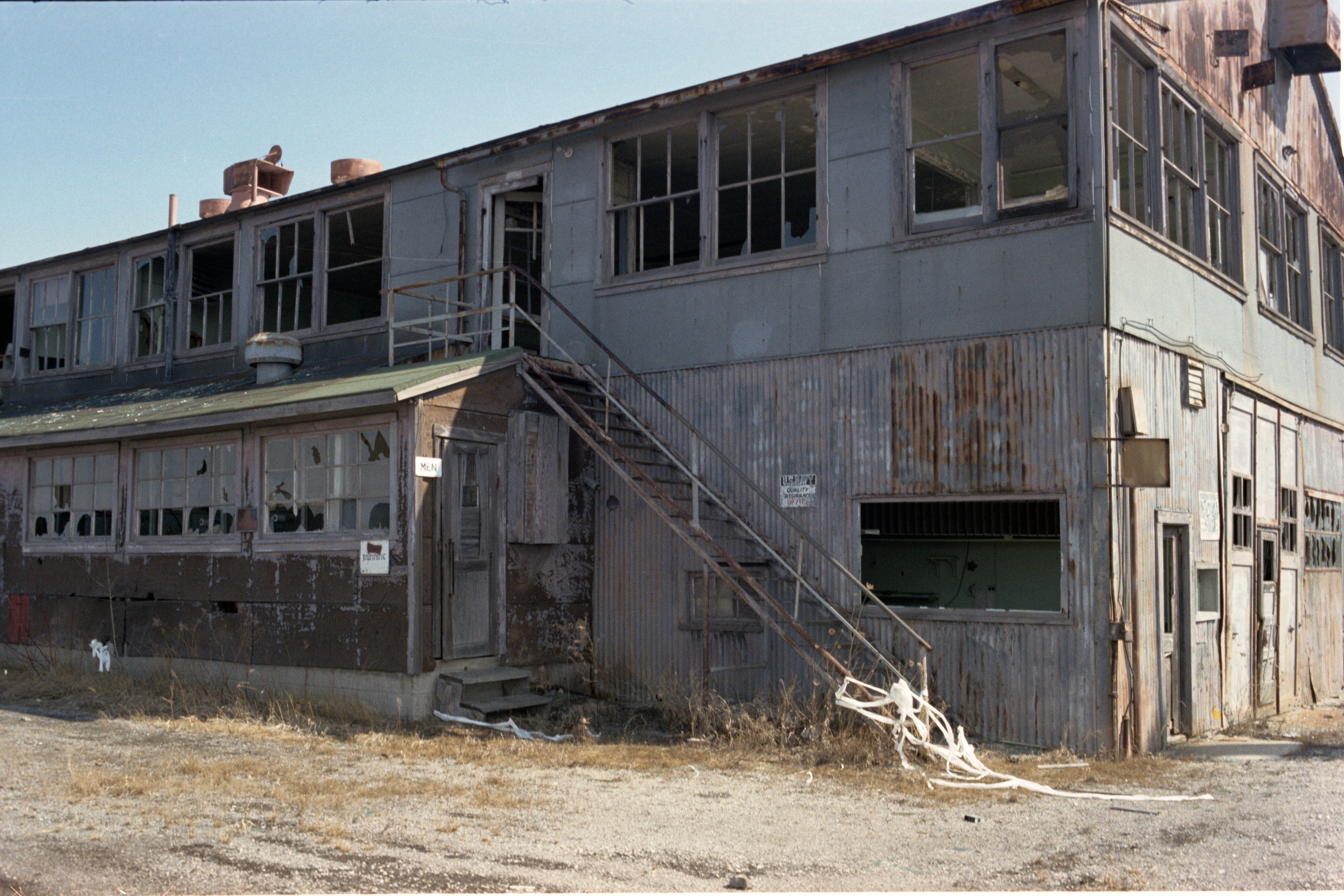
Bureaux administratifs abandonnés en 1981.

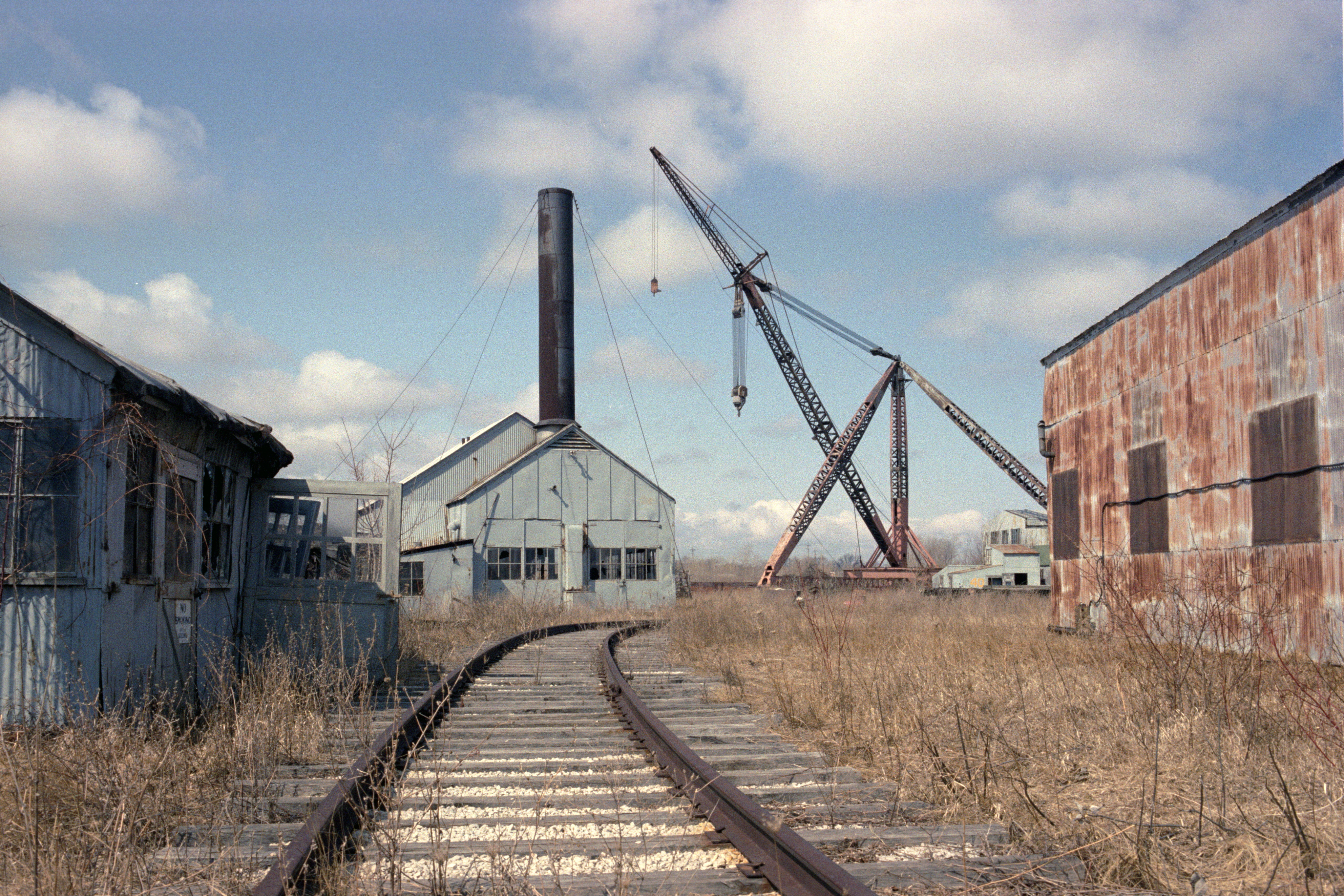
Grue de construction navale et bâtiments abandonnés en 1981.

La Defoe Shipbuilding Company est un constructeur naval créé en 1905 à Bay City, dans le Michigan, aux États-Unis. L'entreprise a cessé ses activités en 1976 après avoir échoué à renouveler ses contrats avec la marine américaine. Le site de l'ancienne entreprise est actuellement aménagé à des fins commerciales et résidentielles sur la rive de la rivière Saginaw.